# جين روميرو
جين روميرو (بالإنجليزية: Gene Romero)‏ هو متسابق دراجات نارية أمريكي، ولد في 22 مايو 1947.